# Chuma Okeke
Chukwuma Julian «Chuma» Okeke  (Atlanta, Georgia, 18 de agosto de 1998) es un jugador de baloncesto estadounidense que pertenece a la plantilla del Real Madrid de la Liga Endesa. Con 2,01 metros de estatura, ocupa la posición de ala-pívot.

## Trayectoria deportiva

### High School
Asistió en su etapa de instituto al Westlake High School de Atlanta, donde en su temporada sénior promedió 24,4 puntos, 15 rebotes y 2,4 robos de balón por partido. Acabó su etapa con 1.175 puntos. siendo elegido Mr. Georgia Basketball, el mejor jugador del estado de Georgia.

### Universidad
Jugó dos temporadas con los Tigers de la Universidad de Auburn, donde promedió 9,9 puntos, 6,3 rebotes, 1,9 asistencias, 1,8 robos de balón y 1,2 tapones por partido. Al término de la temporada se declaró elegible para el Draft de la NBA, renunciando a dos años de carrera universitaria.

#### Estadísticas
| Año     | Equipo | PJ | PT | MPP  | %TC  | %3P  | %TL  | RPP | APP | ROB | TPP | PPP  |
| ------- | ------ | -- | -- | ---- | ---- | ---- | ---- | --- | --- | --- | --- | ---- |
| 2017–18 | Auburn | 34 | 0  | 21.6 | .458 | .391 | .673 | 5.8 | 1.1 | .7  | .7  | 7.5  |
| 2018–19 | Auburn | 38 | 38 | 29.1 | .496 | .387 | .722 | 6.8 | 1.9 | 1.8 | 1.2 | 12.0 |
| Total   | Total  | 72 | 38 | 25.5 | .481 | .389 | .703 | 6.3 | 1.5 | 1.3 | 1.0 | 9.9  |

### Profesional
Fue elegido en la decimosexta posición del Draft de la NBA de 2019 por Orlando Magic. Tras sufrir una lesión de rodilla, esa temporada firma por el filial de la G League, los Lakeland.
Firma contrato con los Magic el 16 de noviembre de 2020. Debutando en el NBA en el primer encuentro de la temporada, el 23 de diciembre, ante Miami Heat anotando 3 puntos.
Tras cuatro temporadas en Orlando, el 1 de agosto de 2024, firma contrato con New York Knicks, pero es cortado el 28 de septiembre. Firmando de nuevo el 2 de octubre, y siendo cortado de nuevo el 19 de octubre.
El 1 de agosto de 2024 firmó con los New York Knicks, pero fue despedido el 28 de septiembre. El 2 de octubre, volvió a firmar con los Knicks, pero fue despedido nuevamente el 19 de octubre. El 28 de octubre finalmente se unió a su filial, los Westchester Knicks.
El 6 de febrero de 2025 firmó un contrato de 10 días con los Philadelphia 76ers, y al término del mismo regresó a Westchester. El 15 de marzo firmó un nuevo contrato de diez días con los Sixers.
El 3 de abril de 2025 firmó un contrato con Cleveland Cavaliers.
El 30 de julio de 2025 firmó contrato con el Real Madrid de la Liga Endesa española.

## Estadísticas de su carrera en la NBA

### Temporada regular
| Año     | Equipo       | PJ  | PT | MPP  | %TC  | %3P  | %TL  | RPP | APP | ROB | TPP | PPP |
| ------- | ------------ | --- | -- | ---- | ---- | ---- | ---- | --- | --- | --- | --- | --- |
| 2020-21 | Orlando      | 45  | 19 | 25.2 | .417 | .348 | .750 | 4.0 | 2.2 | 1.1 | .5  | 7.8 |
| 2021-22 | Orlando      | 70  | 20 | 25.0 | .376 | .318 | .846 | 5.0 | 1.7 | 1.4 | .6  | 8.6 |
| 2022-23 | Orlando      | 27  | 8  | 19.2 | .352 | .302 | .762 | 3.6 | 1.4 | .7  | .4  | 4.7 |
| 2023-24 | Orlando      | 47  | 8  | 9.2  | .357 | .280 | .571 | 1.7 | .4  | .2  | .1  | 2.3 |
| 2024-25 | Philadelphia | 7   | 3  | 24.5 | .545 | .455 | .667 | 6.1 | 1.9 | .7  | .4  | 6.9 |
| 2024-25 | Cleveland    | 2   | 0  | 12.5 | .286 | .167 | —    | 2.0 | 1.0 | .0  | .5  | 2.5 |
| Total   | Total        | 198 | 58 | 20.3 | .387 | .321 | .787 | 3.8 | 1.5 | .9  | .4  | 6.3 |

### Playoffs
| Año   | Equipo    | PJ | PT | MPP | %TC  | %3P  | %TL   | RPP | APP | ROB | TPP | PPP |
| ----- | --------- | -- | -- | --- | ---- | ---- | ----- | --- | --- | --- | --- | --- |
| 2024  | Orlando   | 2  | 0  | 4.9 | .667 | .500 | 1.000 | .0  | .5  | .0  | .0  | 3.0 |
| 2025  | Cleveland | 3  | 0  | 4.3 | .250 | .250 | —     | .0  | .3  | .3  | .0  | 1.0 |
| Total | Total     | 5  | 0  | 4.4 | .429 | .333 | 1.000 | .0  | .4  | .2  | .0  | 1.8 |